# Мадагаскарская совка
Мадагаскарская совка (лат. Otus rutilus) — вид птиц рода совки семейства совиных. МСОП присвоил виду охранный статус «Виды, вызывающие наименьшие опасения». Обитают на севере и востоке острова Мадагаскар. Площадь ареала у этого вида охватывает 591 квадратный километр.

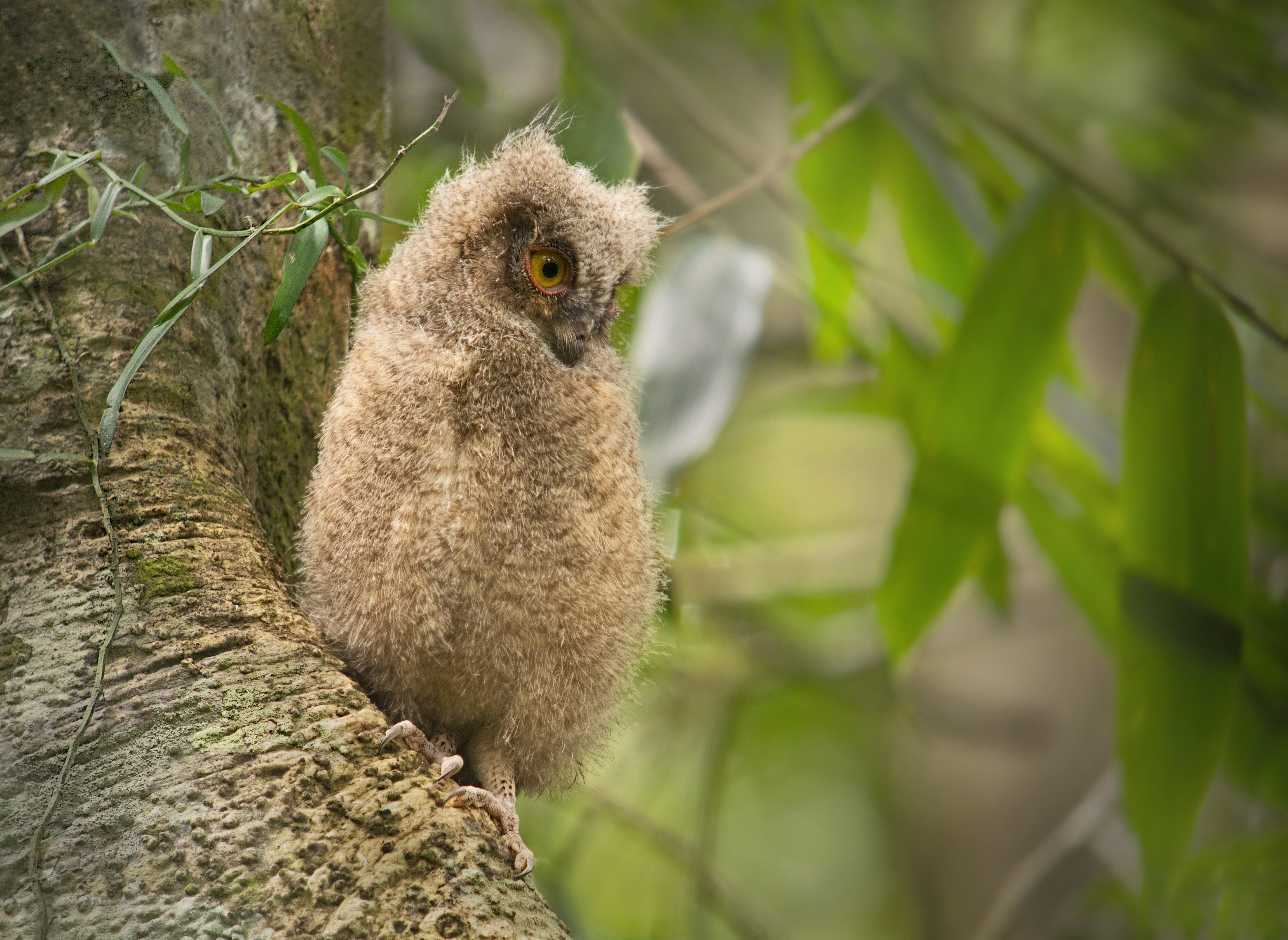
Птенец

## Описание
Достигает длины 21,5-24 см, весит 85-120 граммов. Размах крыльев достигает 52 — 54 см. Небольшие ушки из перьев могут выпрямляться; коричневый лицевой диск с коричневым ободком. Глаза жёлтого цвета. Клюв и окологлазные кольца коричневые, верхние части головы коричневые, пестрые. Наверху охра с белым оттенком. Перья для полёта и хвост у данного вида серо-коричневого цвета со светлыми и темноватыми пятнышками. Внизу также есть серо-коричневый цвет.

### Морфы
Есть серая, коричневая и рыжая морфа.

### Голос
Песня Мадагаскарской совки состоит из 5-9 коротких «пу-пу-пу-пу-пу», с 3 звуками в секунду. Перерывы между звуками — несколько секунд. В период размножения, самцы особенно часто поют эту песню, чтобы привлечь самок.

## Места обитания
Мадагаскарская совка обитает на высоте 1800 м над уровнем моря, в тропических и субтропических влажных лесах. Обитает во вторичных лесах.

## Образ жизни
Днём, спит в листве между ветвями деревьев. Хорошее место для сна она может использовать ещё много лет. Когда наступает темнота, совка начинает охотиться, охотясь на больших насекомых, а также на моль, сверчков, богомолов и жуков. Кроме того, она охотится и на мелких позвоночных животных, например лягушек, грызунов и хамелеонов.

## Период размножения
Период размножения у птиц в ноябре и декабре. Гнёзда у этих сов находятся в дуплах на высоте 4-7 метров над уровнем земли, но они также наблюдаются и на земле, на листьях. Самка откладывает 3-4 яйца. Нет информации про период инкубации у данного вида.